# Abaué (morte di un trap boy)
Abaué (morte di un trap boy) è un singolo della cantante italiana Margherita Vicario pubblicato il 16 gennaio 2019 da INRI Torino.

## Video musicale
Il videoclip del brano, diretto da Francesco Coppola, è stato pubblicato il 16 gennaio 2019 sul canale YouTube di INRI Torino.

## Tracce
Testi di Margherita Vicario, musiche di Dade.
1. Abaué (morte di un trap boy) – 3:31